# Учредителен събор на македонските бежански братства
Учредителният събор на македонските бежански братства е конгрес на македонската имиграция в България, проведен в София от 28 ноември 1918 година до 1 януари 1919 година, на който се учредява Съюзът на македонските емигрантски организации.
Конгресът е проведен в зала №8 на Софийския университет. В конгреса участват 44 делегати от 22 братства предимно от София и без да са избирани и отделно 20 души видни дейци на легалното и нелегалното македонско движение – учени и революционери, дейци на ВМОРО и ВМОК като Тодор Александров, Александър Протогеров и Петър Чаулев. Студентската македонската група е представена от Д. Наумов и А. Костов.
В Учредителния събор участват делегати на следните братства от София:
| - Битолско - Димитър Михайлов - Анастас Лозанчев  | - Велешко - Йордан Шурков                        | - Дебърско - Гаврил Симеонов - Димитър Илиев               | - Демир-Хисарско - Ст. Иванов - Траян Конев         | - Дойранско (от II заседание) - Никола Стоянов - Георги Кулишев | - Кичевско - Милан Дамянов - Стоян Димитров            | - Костурско-Леринско - Никола Милев - Сребрен Поппетров |  |
| - Кратовско - ген. Симеон Добревски - Павел Шатев | - Крушевско - д-р Велю Деспотов - Спиридон Велев | - Кукушко - инж. Христо Станишев - д-р Константин Станишев | - Кумановско - Манаси Кършутски - Авксенти Георгиев | - Охридско - Александър Протогеров - Евтим Спространов          | - Паланечко - св. Константин Апостолов - Димитър Цонев | - Прилепско - Иван Каранджулов - д-р Илчо Спирков       |  |
| - Ресенско - Симеон Радев - д-р Божирад Татарчев  | - Сярско - Георги Баждаров - Тодор Калин         | - Скопско - Константин Машаров - Андрей Кожухаров          | - Солунско - Иван Хаджиниколов - д-р Антон Димитров | - Тетовско-Гостиварско - Петър Станков - Тодор Геров            | - Тиквешко - Никола Ризов - Методи Поппандов           | - Щипско - Тодор Александров - Панайот Манов            |  |

Генерал Протогеров заявява, че се оттегля от Изпълнителния комитет и не желае да участва в кандидатската листа. На събора е избран върховен орган на братствата, наречен Изпълнителен комитет в състав: Иван Каранджулов - председател, Божирад Татарчев и Димитър Михайлов - подпредседатели, Георги Баждаров - секретар, Никола Стоянов, Тодор Павлов и Константин Станишев – членове.
След дълги разисквания за позициите, които Изпълнителният комитет трябва да отстоява пред Парижката мирна конференция, на 24 ноември съборът приема деректива:
| „ | Делегатите на братствата, изказвайки несъмнената воля на българското население в Македония, дават на Изпълнителния комитет повелителния мандат да се ръководи в своята дейност от следните две начала: 1. Неделимост на Македония, 2. Нейното присъединяване към България. | “ |

Делегатите заявяват, че ако не може Македония да се обедини с България, по-добре е тя да стане независима държава, но не и да се дели между България, Сърбия и Гърция. Основната директива на събора е Изпълнителният комитет да работи с всички сили за присъединяването на Македония към България.
Изпълнителният комитет започва да подготвя мемоар до Парижката конференция, чрез който да се изтъкне „несъмнената воля на българското болшинство в Македония“ тя да бъде присъединена цяла към България. През февруари 1919 година Изпълнителният комитет праща „Мемоара“, с който се иска присъединяване на Македония към България или, ако това не е възможно, Самостоятелна Македония под покровителството на Великите сили. На 27 март Изпълнителният комитет отправя писмена молба до конференцията, с която настоява до окончателното решение на Македонския въпрос Македония да бъде окупирана от съглашенските войски, за да се предотвратят жестокостите от страна на сръбските и гръцките власти над българското население. Към молбата е приложен списък на изстъпленията им след реокупацията на Македония. На 1 март 1919 година Александров и Протогеров като задгранични представители на ВМРО връчват на конференцията искане да бъдат представени.
Така представителите на бившата легална емиграция и на десницата в бившата революционна организация продължават да се придържат към военновременния принцип за присъединяване на Македония към България. Според Костадин Палешутски „независимостта на Македония се иска в краен случай, и то защото делегатите смятат, че такава една Македония ще може при други, по-благоприятни обстоятелства да се присъедини към България.“ За разлика от Събора, организиралата се малко по-рано във Временно представителство на обединената бивша ВМОРО левица напълно приема принципа за Автономна Македония.